# 針葉櫻桃
針葉櫻桃是一種金虎尾科的常綠果樹，原產於熱帶美洲，最先在加勒比海地區種植，後傳至夏威夷、印度等其他各國的熱帶及亞熱帶地區。因果實外型似櫻桃，又稱阿西羅拉櫻桃（acerola cherry）、巴貝多櫻桃（Barbados cherry）、臺灣常稱作西印度櫻桃（West Indian cherry）等。其生長環境需全日照、高溫多溼和排水良好的沙質土壤，並可藉由播種、扦插等方法進行繁殖。成熟果實呈深紅色為口感酸甜且風味佳，並含有豐富的維生素C，可製成各式營養品。

## 學名
針葉櫻桃的學名在美國佛羅里達州、古巴及中美洲等國常用「Malpighia glabra L.」，而波多黎各等地區則慣用「M. punicifolia L.」，現由Vivaldi氏正名為「M. emarginata DC.」，故針葉櫻桃常與「亮葉金虎尾」（學名：M. glabra L.）混淆，但後者的果實更小且味道更淡，花器構造也有非常大的差異。

## 分布
原產於南美洲、墨西哥南部、波多黎各、多米尼加、海地、巴西、中美洲等地，現也開始在美國得克薩斯州和亞洲的熱帶地區種植。其果實似櫻桃，故名「西印度櫻桃」，但與櫻桃是完全不同的科屬。早期在西印度群島加勒比海地區栽種，而後經由熱帶美洲傳至夏威夷、印度而至熱帶及亞熱帶地區的其他各國。

## 形態特徵
常綠灌木，樹高約2-3公尺。葉對生，單葉，幼年期嫩葉具白毛，成年後呈光滑。花色為淡紅色、玫瑰紅色或是白色，花期為3-11月，開花後隨即結果。果實為漿果，未熟果外觀呈青綠色且較酸，成熟時由紅色轉深紅色，較酸甜、有香氣、風味佳。

## 栽培
針葉櫻桃可藉由種子播種、扦插及嫁接等方法繁殖。生長環境喜高溫多溼、充分日照和排水良好的沙質土壤。一般於冬季進行整枝修剪。

### 臺灣
臺灣一般稱作「西印度櫻桃」。於台灣日治時期引入栽種於植物園標本圃。1953年，再由國立台灣大學林樸教授及嘉義農業試驗分所蔡致謨研究員先後自美國佛羅里達州及波多黎各引進分別在林業試驗所及嘉義農業試驗分所試種。其在嘉義地區生長良好、樹形強健、適應性強，但僅應用於庭園栽培及種原保存。1981年由台南區農業改良場、嘉義農業試驗分所，以及臺灣省政府農林廳的「農地利用綜合規劃計畫」積極推廣與輔導種植，其栽培面積擴展至7公頃。2004年的栽培面積曾超過20公頃。

## 用途
針葉櫻桃的果實富含維生素C且具有很高的抗氧化能力，而在其原產地以及其他地區被廣泛種植與食用。果實也可用於製作果汁、維生素C營養品和嬰兒食品等加工用途。另外，因葉子和果實都較小，因此可作為觀賞盆栽。

## 外部連結
- University of Florida: Acerola（英文）